# MTV Ingolstadt
MTV Ingolstadt is een Duitse sportclub uit Ingolstadt, Beieren. De club is actief in onder andere aikido, atletiek, basketbal, beachvolleybal, gezondheidssport, handbal, judo, karate, schaken, schermen, skiën, tafeltennis, tennis, turnen voetbal en volleybal.

## Geschiedenis
Op 20 juli 1881 hielden 25 turners de club boven de doopvont in een plaatselijke herberg. Reeds in het eerste jaar telde de club 100 leden. In 1911 werd schermen, na voetbal de tweede onderafdeling van de club. De Eerste Wereldoorlog kostte aan 43 leden het leven, waaronder hoogspringer Hans Steigauf die in 1913 nog 1,98m hoog sprong. In de jaren twintig kreeg de club steeds meer sportafdelingen, waaronder ook zwemmen en het schuttersgilde, echter werden deze twee afdelingen na een tijd weer ontbonden. In 1924 besliste de Deutsche Turnerschaft (DT)dat balsporten niet langer onderdak kregen bij turnclubs en dat deze in heel Duitsland gescheiden moesten worden. Bij MTV gingen ze hier niet mee akkoord en daarop werden ze door de DT uitgesloten. Er kwam dat jaar zelfs een nieuwe balsportafdeling bij met de handballers. Onder druk van de DT werd de club uiteindelijk toch gesplitst op 3 januari 1925. SV Ingolstadt werd opgericht voor de balsporters, de turners werden pas in december van dat jaar opnieuw opgenomen door de DT. In 1932 werden beide clubs weer verenigd onder één dak.

### Voetbal
Op 24 maart 1905 kreeg de club ook een voetbalafdeling. De club was aangesloten bij de Zuid-Duitse voetbalbond en promoveerde in 1918 naar de hoogste klasse van de Zuid-Beierse competitie. De club eindigde steevast in de middenmoot en toen in 1923 de Zuid-Beierse competitie fuseerde met de Noord-Beierse volstond een zesde plaats op acht clubs niet om zich hiervoor te kwalificeren. Hierna slaagde de club er niet meer in te promoveren. Vanaf 1925 tot 1932 speelde de club onder de naam SV Ingolstadt. Na de invoering van de Gauliga Bayern in 1933 bleef de club actief in de tweede klasse. In 1941 deed de club mee aan de eindronde om promotie, maar behaalde deze niet. In 1943 promoveerde de club wel. Om een volwaardig team neer te zetten ging de club een tijdelijke fusie aan met rivaal VfB Ingolstadt en speelde onder de naam KSG MTV/VfB Ingolstadt. De Gauliga was in twee groepen van tien clubs opgedeeld en de club eindigde zevende. Het volgende seizoen trok de club zich na zes wedstrijden terug uit de competitie.
In 1948 plaatste de club zich voor de Amateurliga Bayern, toen de tweede klasse en na de invoering van de II. Oberliga Süd in 1949 de derde klasse. In 1952 degradeerde de club en keerde terug van 1954 tot 1957. In 1966/67 speelde de club opnieuw één seizoen in de Amateurliga en na een nieuwe promotie in 1969 ging het beter met de club, die meteen vijfde eindigde. In 1972 eindigde de club zelfs derde, maar in 1976 volgde een nieuwe degradatie.
De club promoveerde meteen weer en werd dan tweede in de Amateurliga. Omdat kampioen 1. FC Haßfurt verzaakte aan de promotie kreeg MTV de kans om te gaan spelen in de 2. Bundesliga, die toen nog uit twee reeksen bestond. De club werd elfde op twintig clubs en had een gemiddeld aantal toeschouwers van 3147. Het volgende seizoen kon de club zelfs een derby spelen in de tweede klasse na promotie van ESV Ingolstadt. ESV overschaduwde de club niet alleen in toeschouwersaantallen (3450 tegenover 2180 voor MTV), maar kon ook het behoud verzekeren terwijl MTV degradeerde. In 1981 werd de club kampioen van de Bayernliga, maar promoveerde niet. In 1985 degradeerde de club weer en speelde daarna weer de in de Bayernliga van 1987 tot 1992 en opnieuw in 1994/95. Intussen was de competitie nog maar de vierde klasse. De volgende terugkeer kwam in 2000 toen de zesde plaats behaald werd. In 2002 volgde een nieuwe degradatie. In december 2003 besloot de club om in 2004 te stoppen met het eerste elftal. De spelers sloten zich aan bij ESV, dat in zware financiële problemen zat. De nieuwe naam voor de club werd FC Ingolstadt 04. De club bleef wel nog actief in jeugdwerking. Om de opgroeiende jeugd ook een toekomstperspectief te geven bij de club werd in 2009 opnieuw gestart met een eerste elftal, die begon in de laagste reeks, de Amateurklasse Bayern. De club kon al twee promoties op rij afdwingen.